# Markieff Morris
Markieff "Keef" Morris (Filadelfia, Pensilvania, 2 de septiembre de 1989) es un jugador de baloncesto estadounidense que pertenece a la plantilla de Los Angeles Lakers de la NBA. Con 2,06 metros de estatura juega en la posición de ala-pívot. Es hermano gemelo del también jugador de la NBA Marcus Morris.

## Trayectoria deportiva

### Universidad
Jugó durante tres temporadas con los Jayhawks de la Universidad de Kansas, en las que promedió 8,5 puntos, 6,1 rebotes y 1,2 asistencias por partido. En su debut como universitario consiguió 15 rebotes ante UMKC, cifra que a la postre sería el tope de su carrera.
Ya en su última temporada fue incluido en el segundo mejor quinteto de la Big 12 Conference tras liderar la misma en porcentaje de tiros de campo (58,9%) y en rebotes (8,3) y a su equipo en anotación (13,6 puntos por partido).

#### Estadísticas
| Año     | Equipo | PJ  | PT | MPP  | %TC  | %3P  | %TL  | RPP | APP | ROB | TPP | PPP  |
| ------- | ------ | --- | -- | ---- | ---- | ---- | ---- | --- | --- | --- | --- | ---- |
| 2008–09 | Kansas | 35  | 7  | 15.6 | .448 | .188 | .650 | 4.4 | 1.0 | .4  | .7  | 4.6  |
| 2009–10 | Kansas | 36  | 2  | 17.6 | .566 | .526 | .622 | 5.3 | 1.1 | .4  | 1.0 | 6.8  |
| 2010–11 | Kansas | 38  | 35 | 24.4 | .589 | .424 | .673 | 8.3 | 1.4 | .8  | 1.1 | 13.6 |
| Total   | Total  | 109 | 43 | 19.3 | .553 | .404 | .653 | 6.1 | 1.2 | .6  | .9  | 8.5  |

### Profesional

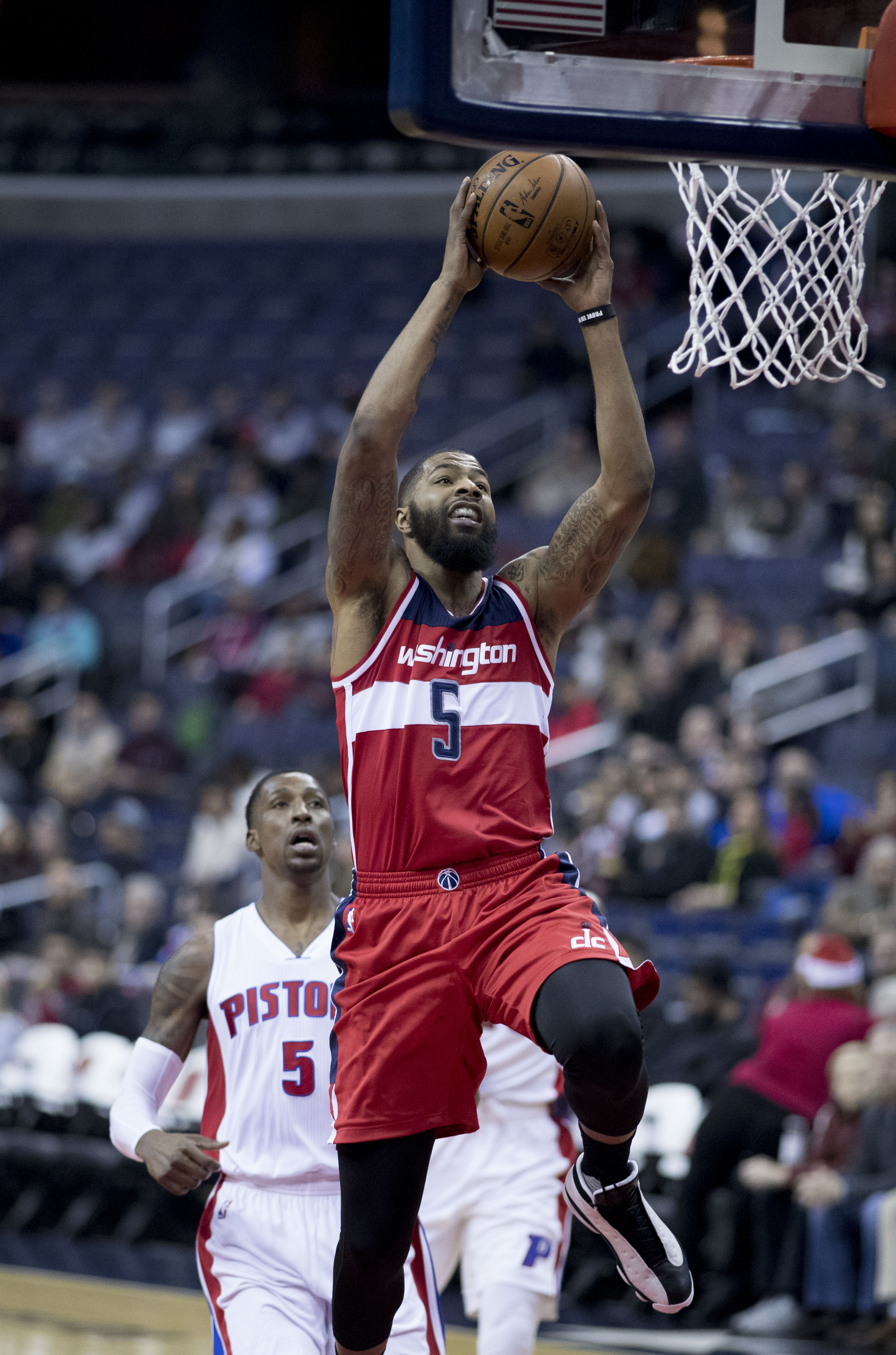
Morris con los Wizards en 2016.

Fue elegido en la decimotercera posición del Draft de la NBA de 2011 por Phoenix Suns.
Tras cuatro temporadas y media en Phoenix, el 18 de febrero de 2016, es traspasado a Washington Wizards a cambio de DeJuan Blair y Kris Humphries.
Después de tres temporadas en Washington, el 7 de febrero de 2019, fue traspasado  a New Orleans Pelicans a cambio de Wesley Johnson. Al día siguiente es cortado por los Pelicans, pero el 20 de febrero de 2019, firma con Oklahoma City Thunder para lo que resta de temporada.
El 3 de julio de 2019, firma un contrato de $8 millones por 2 años con Detroit Pistons. Tras 44 encuentros en Detroit, el 21 de febrero de 2020, ficha por Los Angeles Lakers. El 11 de octubre de 2020 se proclama campeón de la NBA por primera vez en su carrera tras vencer a Miami Heat en la final de la NBA.
Tras dos años en Los Ángeles, el 3 de agosto de 2021, firma como agente libre con Miami Heat por un año. El 8 de noviembre, ante Denver Nuggets, sufre una caída provocada por un empujón de Nikola Jokić, que le produce una lesión cervical, y le aparta de las canchas durante varios meses.
El 30 de agosto de 2022 firma por una temporada con Brooklyn Nets. El 5 de febrero de 2023 es enviado a los Dallas Mavericks como parte del traspaso de Kyrie Irving al equipo texano, a cambio de Spencer Dinwiddie y Dorian Finney-Smith.
El 16 de septiembre de 2023 renueva por una temporada más con los Mavs.
En septiembre de 2024 renueva de nuevo con el equipo texano.
El 2 de febrero de 2025 fue traspasado junto con Luka Dončić y Maxi Kleber a Los Angeles Lakers a cambio de Max Christie, Anthony Davis y una selección de primera ronda del draft de 2029.

## Estadísticas de su carrera en la NBA
|  | Denota temporadas en las que su equipo fue Campeón de la NBA |

### Temporada regular
| Año     | Equipo        | PJ  | PT  | MPP  | %TC  | %3P  | %TL   | RPP | APP | ROB | TPP | PPP  |
| ------- | ------------- | --- | --- | ---- | ---- | ---- | ----- | --- | --- | --- | --- | ---- |
| 2011-12 | Phoenix       | 63  | 7   | 19.5 | .399 | .347 | .717  | 4.4 | 1.0 | .7  | .7  | 7.4  |
| 2012-13 | Phoenix       | 82  | 32  | 22.4 | .407 | .336 | .732  | 4.8 | 1.3 | .9  | .8  | 8.2  |
| 2013-14 | Phoenix       | 81  | 0   | 26.6 | .486 | .315 | .792  | 6.0 | 1.8 | .8  | .6  | 13.8 |
| 2014-15 | Phoenix       | 82  | 82  | 31.5 | .465 | .318 | .763  | 6.2 | 2.3 | 1.2 | .5  | 15.3 |
| 2015-16 | Phoenix       | 37  | 24  | 24.8 | .397 | .289 | .717  | 5.2 | 2.4 | .9  | .5  | 11.6 |
| 2015-16 | Washington    | 27  | 21  | 26.4 | .467 | .316 | .764  | 5.9 | 1.4 | .9  | .6  | 12.4 |
| 2016-17 | Washington    | 76  | 76  | 31.2 | .457 | .362 | .837  | 6.5 | 1.7 | 1.1 | .6  | 14.0 |
| 2017-18 | Washington    | 73  | 73  | 27.0 | .480 | .367 | .820  | 5.6 | 1.9 | .8  | .5  | 11.5 |
| 2018-19 | Washington    | 34  | 15  | 26.0 | .436 | .333 | .781  | 5.1 | 1.8 | .7  | .6  | 11.5 |
| 2018-19 | Oklahoma City | 24  | 1   | 16.1 | .391 | .339 | .737  | 3.8 | .8  | .5  | .1  | 6.5  |
| 2019-20 | Detroit       | 44  | 16  | 22.5 | .450 | .397 | .772  | 3.9 | 1.6 | .6  | .3  | 11.0 |
| 2019-20 | L.A. Lakers   | 14  | 1   | 14.2 | .406 | .333 | .833  | 3.2 | .6  | .4  | .4  | 5.3  |
| 2020-21 | L.A. Lakers   | 61  | 27  | 19.7 | .405 | .311 | .720  | 4.4 | 1.2 | .4  | .3  | 6.7  |
| 2021-22 | Miami         | 17  | 1   | 17.5 | .474 | .333 | .889  | 2.6 | 1.4 | .4  | .1  | 7.6  |
| 2022-23 | Brooklyn      | 27  | 1   | 10.6 | .402 | .408 | 1.000 | 2.2 | .9  | .3  | .2  | 3.6  |
| 2022-23 | Dallas        | 8   | 1   | 8.7  | .424 | .364 | —     | 1.5 | .8  | .1  | .0  | 4.5  |
| 2023-24 | Dallas        | 26  | 1   | 8.3  | .338 | .357 | .833  | 1.5 | .6  | .2  | .1  | 2.5  |
| 2024-25 | Dallas        | 7   | 0   | 5.9  | .227 | .154 | —     | 1.1 | .6  | .1  | .1  | 1.7  |
| 2024-25 | L.A. Lakers   | 8   | 2   | 15.5 | .333 | .304 | .833  | 1.9 | 2.1 | .1  | .3  | 5.5  |
| Total   | Total         | 791 | 381 | 23.3 | .443 | .341 | .779  | 4.9 | 1.5 | .8  | .5  | 10.2 |

### Playoffs
| Año   | Equipo        | PJ | PT | MPP  | %TC  | %3P  | %TL  | RPP | APP | ROB | TPP | PPP  |
| ----- | ------------- | -- | -- | ---- | ---- | ---- | ---- | --- | --- | --- | --- | ---- |
| 2017  | Washington    | 13 | 13 | 28.7 | .407 | .368 | .806 | 6.3 | 1.7 | .9  | 1.3 | 12.1 |
| 2018  | Washington    | 6  | 6  | 30.2 | .490 | .167 | .900 | 7.5 | 1.7 | .7  | .8  | 9.8  |
| 2019  | Oklahoma City | 5  | 0  | 11.8 | .313 | .286 | .778 | 2.6 | 1.0 | .2  | .6  | 3.8  |
| 2020  | L.A. Lakers   | 21 | 2  | 18.3 | .449 | .420 | .778 | 3.0 | 1.0 | .3  | .1  | 5.9  |
| 2021  | L.A. Lakers   | 4  | 1  | 9.5  | .222 | .250 | .667 | 1.0 | .8  | .0  | .3  | 2.3  |
| 2022  | Miami         | 1  | 0  | 3.5  | .000 | —    | —    | 1.0 | .0  | .0  | .0  | .0   |
| 2024  | Dallas        | 1  | 0  | 12.0 | .200 | .333 | —    | 4.0 | .0  | .0  | .0  | 3.0  |
| Total | Total         | 51 | 22 | 20.6 | .418 | .368 | .800 | 4.2 | 1.2 | .5  | .6  | 7.3  |